# Dear Heather
| 전문가 평가          | 전문가 평가 |
| 총 점수              | 총 점수     |
| 출처                 | 점수        |
| -------------------- | ----------- |
| 메타크리틱           | 74/100      |
| 평가 점수            |             |
| 출처                 | 점수        |
| AllMusic             | [ 2 ]       |
| Blender              | [ 3 ]       |
| Entertainment Weekly | B−          |
| The Guardian         | [ 5 ]       |
| Mojo                 | [ 6 ]       |
| NME                  | 7/10        |
| Pitchfork            | 8.0/10      |
| Rolling Stone        | [ 9 ]       |
| Uncut                | [ 10 ]      |
| The Village Voice    | B           |

《Dear Heather》는 2004년 컬럼비아 레코드가 발매한 캐나다의 싱어송라이터 레너드 코언의 열한 번째 스튜디오 음반이다. 이 음반은 "잭 매클렐런드를 기리기 위해" 헌정되었다.

## 배경
이 음반에는 코언이 다양한 음악적 접근법을 실험하는 모습이 담겨 있다. 코언은 1961년 그의 두 번째 시집인 《The Spice-Box of Earth》에서 자신을 인용했다. 〈The Faith〉의 기본 트랙은 1979년 《Recent Songs》 세션으로 거슬러 올라간다. 이 음반에는 《Various Positions》를 지지하는 그의 투어 중 공연에서 가져온 컨트리 스탠더드 〈Tennessee Waltz〉의 라이브 버전이 포함되어 있다. 자료가 생겨난 수많은 출처들을 고려하여, 코언은 원래 이 음반을 《Old Ideas》라고 부르고 싶었지만, 팬들이 이 음반을 단지 컴필레이션이거나 "베스트 오브" 패키지라고 생각할까 봐 결국 《Dear Heather》로 바꾸었다(《Old Ideas》는 코언의 다음 스튜디오 음반의 타이틀이 될 것이다). 노래보다 구어시가 더 많이 등장하는데, 바이런 경 (〈Go No More a-Roving〉)과 F. R. 스콧 (〈Villanelle for our Time〉)이라는 다른 작가들의 가사를 특징으로 하는 두 곡이 있다. 가스펠을 쓴 〈On That Day〉은 9·11 테러 공격의 아직도 미지의 비극과 공포를 다루고 있다.

## 곡 목록
모든 곡들은 특별한 언급이 없는 한 레너드 코언에 의해 작사/작곡하였다.
| #   | 제목                        | 작사·작곡                     | 재생 시간 |
| --- | --------------------------- | ----------------------------- | --------- |
| 1.  | 〈Go No More a-Roving〉     | 바이런 경, 코언               | 3:40      |
| 2.  | 〈Because Of〉              |                               | 3:00      |
| 3.  | 〈The Letters〉             | 코언, 샤론 로빈슨             | 4:44      |
| 4.  | 〈Undertow〉                |                               | 4:20      |
| 5.  | 〈Morning Glory〉           |                               | 4:20      |
| 6.  | 〈On That Day〉             | 코언, 안쟈니 토머스           | 2:04      |
| 7.  | 〈Villanelle for Our Time〉 | F. R. 스콧, 코언              | 5:55      |
| 8.  | 〈There for You〉           | 코언, 로빈슨                  | 4:36      |
| 9.  | 〈Dear Heather〉            |                               | 3:41      |
| 10. | 〈Nightingale〉             | 코언, 토머스                  | 2:27      |
| 11. | 〈To a Teacher〉            |                               | 2:32      |
| 12. | 〈The Faith〉               |                               | 4:17      |
| 13. | 〈Tennessee Waltz〉         | 레드 스튜어트, 피 위 킹, 코언 | 4:05      |

## 인증
| 국가                                                  | 인증 | 판매량/출하량 |
| ----------------------------------------------------- | ---- | ------------- |
| 덴마크 (IFPI Danmark)                                 | 골드 | 20,000^       |
| 노르웨이 (IFPI 노르웨이)                              | 골드 | 20,000*       |
| 폴란드 (ZPAV)                                         | 골드 | 20,000*       |
| 영국 (BPI)                                            | 실버 | 60,000^       |
| *판매량을 기반으로 한 인증 ^출하량을 기반으로 한 인증 |      |               |